# Căpreni
Căpreni es una comuna ubicada en el distrito de Gorj, Rumania.

## Superficie
Cuenta con una superficie de 57,30 kilómetros cuadrados.

## Demografía
Hasta 2021 la población era de 1970 habitantes, con una densidad de población de 34,38 habitantes por kilómetro cuadrado.